# Trì Bình
Trì Bình (chữ Hán giản thể: 茌平区, âm Hán Việt: Trì Bình khu) là một khu thuộc địa cấp thị Liêu Thành, tỉnh Sơn Đông, Cộng hòa Nhân dân Trung Hoa. khu Trì Bình có diện tích 1120 km², dân số năm 2001 là 560.000 người. Huyện Trì Bình được chia thành 6 trấn và 15 hương.
- Trấn: Trì Bình, Bác Bình, Lạc Bình, Lương Quan Truân, Thái Truân, Đỗ Lang Khẩu.
- Hương: Hàn Truân, Hồ Truân, Vương Lão, Cổ Trại, Tiêu Trang, Ôn Trần, Tôn Kiều, Hồng Quan Truân, Dương Quan Truân, Đại Tang, Đinh Khối, Triệu Quan Truân, Hác Tập, Quảng Bình, Hàn Tập, Trương Dinh.